# Campionat del Món de Trial 2022
|  | Per al campionat del món en pista coberta d'aquell any, vegeu Campionat del Món de X-Trial 2022 |

La temporada de 2022 del Campionat del Món de trial fou la 48a edició d'aquest campionat, organitzat per la FIM. El calendari oficial constava de 10 proves puntuables, celebrades entre l'11 de juny i el 18 de setembre. Dues de les proves programades es disputaren als Països Catalans: el Gran Premi d'Espanya a l'Hospitalet de l'Infant els dies 11 i 12 de juny i el Gran Premi d'Andorra a Sant Julià de Lòria els dies 18 i 19 de juny.
Toni Bou va guanyar el setzè dels seus 18 campionats mundials a l'aire lliure (a data de 2024). Per primera vegada des del 2007, el subcampió no era Adam Raga, sinó Jaime Busto, que relegà el d'Ulldecona a la tercera posició (una posició que el català no ocupava des del 2004).
Aquell any, cinc catalans es van classificar entre els deu primers (la novetat va ser Aniol Gelabert, germà petit de Miquel Gelabert). En classificar-se setè i novè, els Gelabert van esdevenir la primera parella de germans a acabar el mundial entre els deu millors des del 1975, en què ho varen fer els Lampkin. D'altra banda, dos gallecs es van tornar a classificar entre els deu primers: Gabriel Marcelli, el nou company de Toni Bou a l'equip de Montesa, fou cinquè i Jorge Casales, vuitè amb la Scorpa.
L'italià Matteo Grattarola va obtenir aquell any amb la Beta la seva primera i única victòria al mundial (a data de 2024), justament a la ronda italiana. Era la primera victòria en Gran Premi d'un italià des del 1992, en què Diego Bosis va guanyar també la ronda italiana.

## Sistema de puntuació
Barem de puntuació a partir de 1984:
| Posició | 1  | 2  | 3  | 4  | 5  | 6  | 7 | 8 | 9 | 10 | 11 | 12 | 13 | 14 | 15 |
| Punts   | 20 | 17 | 15 | 13 | 11 | 10 | 9 | 8 | 7 | 6  | 5  | 4  | 3  | 2  | 1  |

## Calendari
| Ronda | Data           | Gran Premi | Lloc                     | Guanyador         |
| ----- | -------------- | ---------- | ------------------------ | ----------------- |
| 1     | 11 de juny     | Espanya    | L'Hospitalet de l'Infant | Jaime Busto       |
| 2     | 12 de juny     | Espanya    | L'Hospitalet de l'Infant | Toni Bou          |
| 3     | 18 de juny     | Andorra    | Sant Julià de Lòria      | Adam Raga         |
| 4     | 19 de juny     | Andorra    | Sant Julià de Lòria      | Toni Bou          |
| 5     | 9 de juliol    | Alemanya   | Neunkirchen              | Toni Bou          |
| 6     | 10 de juliol   | Alemanya   | Neunkirchen              | Toni Bou          |
| 7     | 21 d'agost     | Bèlgica    | Comblain-au-Pont         | Toni Bou          |
| 8     | 28 d'agost     | França     | Cahors                   | Toni Bou          |
| 9     | 17 de setembre | Itàlia     | Ponte di Legno           | Matteo Grattarola |
| 10    | 18 de setembre | Itàlia     | Ponte di Legno           | Toni Bou          |

## Classificació final
| Posició | Pilot             | Motocicleta | Punts |
| ------- | ----------------- | ----------- | ----- |
| 1       | Toni Bou          | Montesa     | 191   |
| 2       | Jaime Busto       | Vertigo     | 140   |
| 3       | Adam Raga         | TRRS        | 131   |
| 4       | Matteo Grattarola | Beta        | 126   |
| 5       | Gabriel Marcelli  | Montesa     | 109   |
| 6       | Jeroni Fajardo    | Sherco      | 108   |
| 7       | Miquel Gelabert   | Gas Gas     | 102   |
| 8       | Jorge Casales     | Scorpa      | 90    |
| 9       | Aniol Gelabert    | Beta        | 72    |
| 10      | Benoit Bincaz     | Gas Gas     | 69    |